# Manuel Tavares
Manuel (de) Tavares, también como Tabarés (Portalegre, c. 1585-Cuenca, 14 de octubre de 1638) fue un compositor portugués que trabajó en España como maestro de capilla en el primer período barroco.

## Vida
Manuel Tavares nació hacia 1585 en la ciudad de Portalegre, en Portugal. Su formación musical fue en la catedral de su ciudad natal con el maestro António Ferro, al igual que Manuel Leitán de Avilés, que tuvo una trayectoria similar. Contrajo  matrimonio con Ana Manuel y tuvo un hijo llamado Nicolás Tavares de Olivera, que aprendió el arte de la música con su padre.
Finalmente marchó a España, obteniendo hacia 1609, a la edad de 24 años, el cargo de maestro de capilla de la Catedral de Baeza. En 1612 abandonó Baeza para ocupar el puesto correspondiente en la Catedral de Murcia, permaneciendo allí hasta 1631, año en el que se convirtió en maestro de capilla de la Catedral de Las Palmas de Gran Canaria. Su hijo Nicolás colaboró con él en sus funciones catedralicias hasta que logró emanciparse como maestro de capilla de la Catedral de Cádiz.

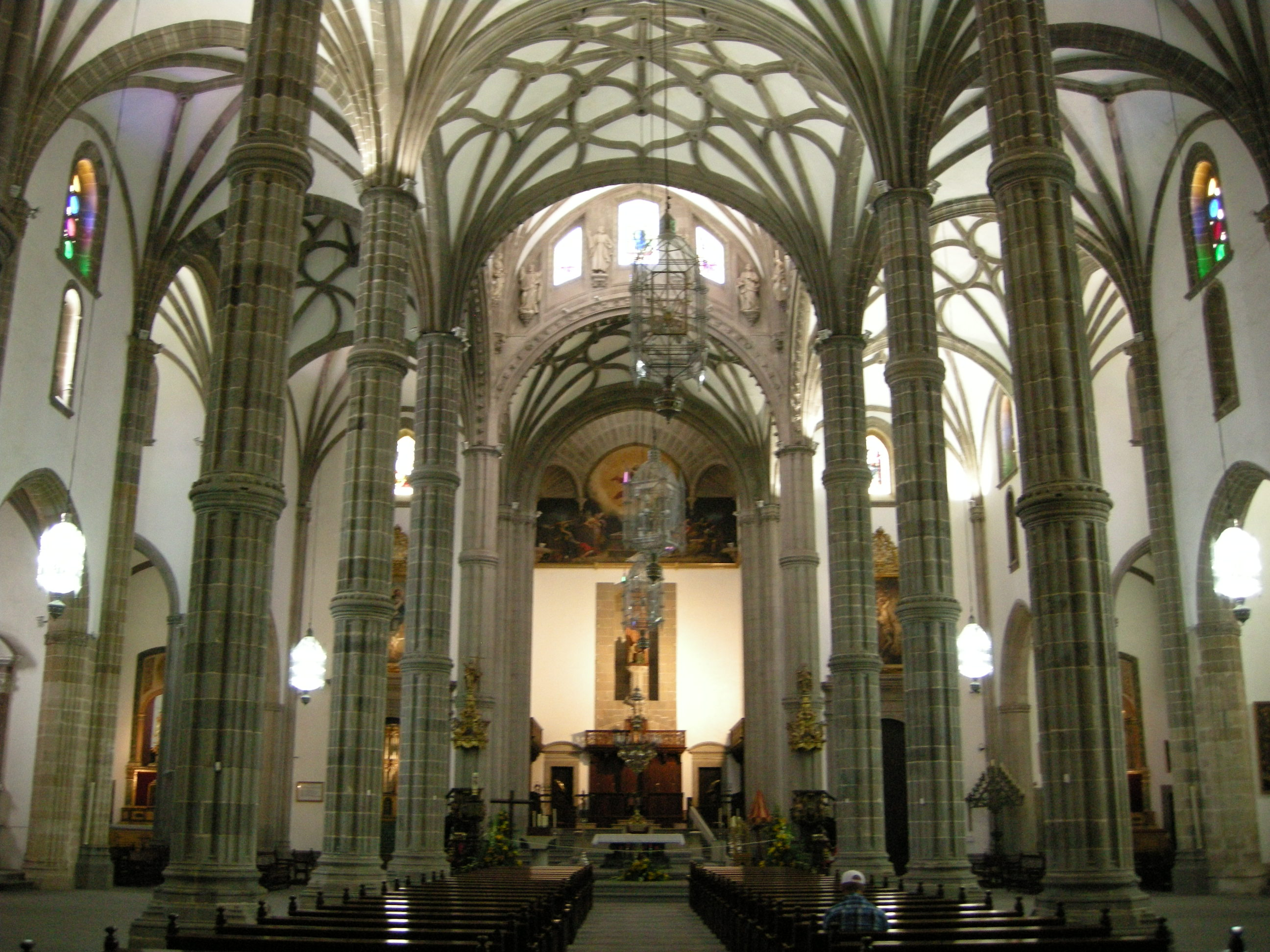
Catedral-Basílica de Santa Ana de Canarias.

En 1638 Manuel Tavares abandonó la Catedral de Canarias para buscar empleo en una de las catedrales peninsulares, consiguiéndolo efectivamente en la Catedral de Cuenca, emigrando con su mujer e hijos. Sin embargo, enfermó y no pudo trabajar ni mantener a su familia, y las autoridades eclesiásticas llamaron en su reemplazo a su hijo Nicolás Tavares, que dejó su cargo en Cádiz. El 14 de octubre de 1638 falleció Manuel Tavares, seguido pocos días después por su esposa Ana Manuel, por lo que Nicolás se tuvo que encargarse de la actividad musical de la catedral, sus hermanos y su propia mujer e hijos, viviendo al parecer en inestabilidad económica. Según Diogo Barbosa Machado, murió joven en la misma ciudad, con solo 25 años.

## Obra
Manuel Tavares fue uno de los compositores más ilustres de su tiempo y como prueba se sabe que la Biblioteca Real de Música albergaba gran cantidad de sus obras, hasta su destrucción tras el terremoto de Lisboa de 1755. Al menos 28 obras sobreviven en varios archivos de España e Hispanoamérica, que muestran un estilo tradicional (es decir, siguiendo los cánones de la música manierista), pero con características muy innovadoras, que indican el surgimiento del Barroco.

### Grabaciones
- 2014 — La Creación Musical en Canarias 41 — Obras Policorales de Manuel de Tavares y N. Tavares… Grupo vocal Odhecaton. Piros.